# Сноб (фільм, 1924)
Сноб (англ. The Snob) — американська драма режисера Монти Белла 1924 року. Фільм вважається втраченим.

## Сюжет
Коли Шервуд Клакстон, батько Ненсі Клакстон, виявляється залученим в гучний скандал. Дівчина змушена сховатися і почати нове життя під виглядом вчительки в громаді менонітів у глушині Пенсільванії. Навіть її наречений Геррік Епплтон не може розшукати її. На роботі вона знайомиться з учителем Юджином Каррі і закохується в нього. Юджин, бажаючи пробитися у вище суспільство, цурається своїх родичів-менонітів і підлещується перед кожним, хто стоїть вище на соціальній драбині. З жалю він бере Ненсі в дружини, але продовжує роман з Дороті Реншеймер, донькою директора школи.

## У ролях
- Джон Гілберт — Юджин Каррі
- Норма Ширер — Ненсі Клакстон
- Конрад Нейджел — Геррік Епплтон
- Філліс Гевер — Дороті Реншеймер
- Гедда Гоппер — місіс Літер
- Маргарет Седдон — місіс Каррі
- Ейлін Меннінг — Лотті
- Гейзел Кеннеді — Флоренс
- Гордон Секвілл — Шервуд Клекстон
- Рой Лайдлоу — лікар
- Неллі Блай Бейкер — покоївка